# Барковский, Владислав Сергеевич
Владислав Сергеевич Барковский (бел. Уладзіслаў Сяргеевіч Баркоўскі; род. 5 февраля 2001, Минск) — белорусский хоккеист.

## Биография
Воспитанник клуба «Юность». В 16 лет был включен во взрослый состав клуба «Юность-Минск». За пять сезонов он провел 198 матчей в Экстралиге, набрав 31(8+23) очко при показателе полезности «+24».
В 2018 году Барковский выступал за сборную Белоруссии на Чемпионате мира по хоккею с шайбой среди юниорских команд 2018.
В сезоне-2018/19 в составе команды «Юность-Минск» стал чемпионом Белоруссии.
В 2019 году получил травму.
В 2020 году Барковский выступал за сборную Белоруссии в Первом дивизионе чемпионата мира по хоккею с шайбой среди молодёжных команд 2020, по итогам которого был признан лучшим игроком в составе своей сборной.
В октябре 2022 года подписал контракт с оршанским "Локомотивом".

### Статистика
| сезон | команда        | И  | Г | П | О |
| ----- | -------------- | -- | - | - | - |
| 21/22 | Юность-Минск   | 41 | 1 | 5 | 6 |
| 20/21 | Локомотив Орша | 44 | 2 | 6 | 8 |
| 19/20 | Локомотив Орша | 10 | 0 | 1 | 1 |
| 19/20 | Беларусь U-20  | 21 | 3 | 5 | 8 |
| 19/20 | Юность Минск   | 1  | 0 | 0 | 0 |
| 18/19 | Юность Минск   | 46 | 2 | 3 | 5 |
| 17/18 | Юность Минск   | 35 | 0 | 3 | 3 |